# Saison 1987 de la NFL
Navigation
Édition précédente Édition suivante
La saison 1987 de la NFL est la 68e saison de la National Football League. Elle voit le sacre des Washington Redskins à l'occasion du Super Bowl XXII.
En raison d'une grève, la saison est réduite de 16 à 15 journées.

## Classement général
| Qualifié en play-offs |

| AFC Est              |      |      |      |        |          |            |
| Franchise            | Vic. | Déf. | Nuls | % vic. | Pts pour | Pts contre |
| Indianapolis Colts   | 9    | 6    | 0    | .600   | 300      | 238        |
| New England Patriots | 8    | 7    | 0    | .533   | 320      | 293        |
| Miami Dolphins       | 8    | 7    | 0    | .533   | 362      | 335        |
| Buffalo Bills        | 7    | 8    | 0    | .467   | 270      | 305        |
| New York Jets        | 6    | 9    | 0    | .400   | 334      | 360        |
| AFC Central          |      |      |      |        |          |            |
| Franchise            | Vic. | Déf. | Nuls | % vic. | Pts pour | Pts contre |
| Cleveland Browns     | 10   | 5    | 0    | .667   | 390      | 239        |
| Houston Oilers       | 9    | 6    | 0    | .600   | 345      | 349        |
| Pittsburgh Steelers  | 8    | 7    | 0    | .533   | 285      | 299        |
| Cincinnati Bengals   | 4    | 11   | 0    | .267   | 285      | 370        |
| AFC Ouest            |      |      |      |        |          |            |
| Franchise            | Vic. | Déf. | Nuls | % vic. | Pts pour | Pts contre |
| Denver Broncos       | 10   | 4    | 1    | .700   | 379      | 288        |
| Seattle Seahawks     | 9    | 6    | 0    | .600   | 371      | 314        |
| San Diego Chargers   | 8    | 7    | 0    | .533   | 253      | 317        |
| Los Angeles Raiders  | 5    | 10   | 0    | .333   | 301      | 289        |
| Kansas City Chiefs   | 4    | 11   | 0    | .267   | 273      | 388        |

| NFC Est             |      |      |      |        |          |            |
| Franchise           | Vic. | Déf. | Nuls | % vic. | Pts pour | Pts contre |
| Washington Redskins | 11   | 4    | 0    | .733   | 379      | 285        |
| Dallas Cowboys      | 7    | 8    | 0    | .467   | 340      | 348        |
| St. Louis Cardinals | 7    | 8    | 0    | .467   | 362      | 368        |
| Philadelphia Eagles | 7    | 8    | 0    | .467   | 337      | 380        |
| New York Giants     | 6    | 9    | 0    | .400   | 280      | 312        |
| NFC Central         |      |      |      |        |          |            |
| Franchise           | Vic. | Déf. | Nuls | % vic. | Pts pour | Pts contre |
| Chicago Bears       | 11   | 4    | 0    | .733   | 356      | 282        |
| Minnesota Vikings   | 8    | 7    | 0    | .533   | 336      | 335        |
| Green Bay Packers   | 5    | 9    | 1    | .367   | 255      | 300        |
| Tampa Bay Buccs     | 4    | 11   | 0    | .267   | 286      | 360        |
| Detroit Lions       | 4    | 11   | 0    | .267   | 269      | 384        |
| NFC Ouest           |      |      |      |        |          |            |
| Franchise           | Vic. | Déf. | Nuls | % vic. | Pts pour | Pts contre |
| San Francisco 49ers | 13   | 2    | 0    | .867   | 459      | 253        |
| New Orleans Saints  | 12   | 3    | 0    | .800   | 422      | 283        |
| Los Angeles Rams    | 6    | 9    | 0    | .400   | 317      | 361        |
| Atlanta Falcons     | 3    | 12   | 0    | .200   | 205      | 436        |

- New England termine devant Miami en AFC Est en raison des résultats enregistrés en confrontations directes (2-0).
- Houston gagne la première Wild Card de l'AFC devant Seattle en raison des résultats enregistrés en conférence (7-4 contre 5-6).
- Dallas termine devant St. Louis et Philadelphie en NFC Est based on better division record (4-4 contre 3-5 et 3-5).
- St. Louis finished termine devant Philadelphie en raison des résultats enregistrés en conférence (7-7 to Eagles' 4-7).
- Tampa Bay termine devant Detroit en NFC Central en raison des résultats enregistrés en division (3-4 contre 2-5).

## Play-offs
Les équipes évoluant à domicile sont nommées en premier. Les vainqueurs sont en gras

### AFC
- Wild Card : 
  - 3 janvier 1988 : Houston 23-20 Seattle, après prolongation
- Premier tour : 
  - 9 janvier 1988 : Cleveland 38-21 Indianapolis
  - 10 janvier 1988 : Denver 34-10 Houston
- Finale AFC : 
  - 17 janvier 1988 : Denver 38-33 Cleveland

### NFC
- Wild Card : 
  - 3 janvier 1988 : Nouvelle-Orléans 10-44 Minnesota
- Premier tour : 
  - 9 janvier 1988 : San Francisco 24-36 Minnesota
  - 10 janvier 1988 : Chicago 17-21 Washington
- Finale NFC : 
  - 17 janvier 1988 : Washington 17-10 Minnesota

### Super Bowl XXII
- 31 janvier 1988 : Washington (NFC) 42-10 Denver (AFC), au Jack Murphy Stadium de San Diego